# J·D·威廉姆斯
J·D·威廉姆斯（英語：Darnell "J.D." Williams，1978年5月22日—），出生在新泽西紐華克。作为一名演员，他曾出演过是在HBO电视剧《监狱风云》和《火线》。威廉姆斯在《火线》前四季中饰演普莱斯顿·布罗德斯，外号博迪（Preston "Bodie" Broadus），他还曾在该剧制片人大卫·西蒙的另一部作品《凶杀：街头生涯》中客串出演。在《监狱风云》前四季中，他饰演了囚犯肯尼·万格勒（Kenny Wangler）。他还曾在《黑道家族》中有过出演。
威廉姆斯还在部分节奏布鲁斯和嘻哈音乐电视中出镜。